# Стађа (Сијена)
Стађа је насеље у Италији у округу Сијена, региону Тоскана.
Према процени из 2011. у насељу је живело 2548 становника. Насеље се налази на надморској висини од 175 м.